# Propiedad de elevación o mantenimiento de homotopía
En matemáticas, y en particular dentro de la teoría de homotopía, en el campo de la topología algebraica, la propiedad de elevación de homotopía (también conocida como una instancia de la propiedad de elevación por la derecha o axioma de homotopía de recubrimiento) es un requerimiento técnico sobre una función continua de un espacio topológico E a otro B. Su propósito es reforzar la idea de E "por encima" de B, permitiendo que una homotopía que ocurre en B se desplace al espacio que está por encima, es decir E.
Por ejemplo, un mapa de recubrimiento tiene una propiedad de elevación local única de caminos hacia una hoja dada; la unicidad se debe a la discrecionalidad de las fibras de un mapa de recubrimiento (las fibras de un espacio de recubrimiento son espacios discretos). La propiedad de elevación de homotopía se mantendrá en muchas situaciones, como la proyección en un haz vectorial, un haz de fibras o una fibración, donde no es necesario que exista una forma única de elevación.

## Definición formal
Asumimos que todos os mapas son funciones continuas entre espacios topológicos. 
Dado el mapa  {\displaystyle \pi \colon E\to B}, y un espacio {\displaystyle Y\,}, decimos que {\displaystyle (Y,\pi )} tiene la propiedad de levantamiento de homotopía respecto a Y si: 
- para una homotopía cualquiera {\displaystyle f_{\bullet }\colon Y\times I\to B}, y
- para cualquier mapa {\displaystyle {\tilde {f}}_{0}\colon Y\to E} que levanta {\displaystyle f_{0}=f_{\bullet }|_{Y\times \{0\}}} (es decir, tal que {\displaystyle f_{\bullet }\circ \iota _{0}=f_{0}=\pi \circ {\tilde {f}}_{0}} ),

entonces también se verifica que existe una homotopía {\displaystyle {\tilde {f}}_{\bullet }\colon Y\times I\to E} que levanta {\displaystyle f_{\bullet }} (es decir, tal que {\displaystyle f_{\bullet }=\pi \circ {\tilde {f}}_{\bullet }} ) y también se cumple {\displaystyle {\tilde {f}}_{0}=\left.{\tilde {f}}\right|_{Y\times \{0\}}} .
El siguiente diagrama describe esta situación:

La parte exterior del diagrama (sin la flecha punteada) conmuta si y sólo si las hipótesis contempladas para la propiedad de elevación son verdaderas. Un levantamiento {\displaystyle {\tilde {f}}_{\bullet }} corresponde a una flecha punteada que hace conmutar el diagrama. Este diagrama es dual al de la propiedad de extensión de homotopía ; esta dualidad es referida ocasionalmente como la dualidad de Eckmann-Hilton.
Cuando el mapa {\displaystyle \pi } satisfaga la propiedad de elevación de homotopía con respecto a todos los espacios {\displaystyle Y}, diremos que {\displaystyle \pi } es una fibración, o a veces simplemente se expresa diciendo que {\displaystyle \pi } tiene la propiedad de elevación de homotopía .
Si la propiedad (de levantamiento de homotopía) se requiere únicamente para todos los CW-complejos {\displaystyle Y} entonces se denomina una fibración de Serre (nocíón más débil de fibración)

## Generalización: propiedad de extensión de elevación de homotopía
Existe una generalización común de la propiedad de elevación de homotopía y de la propiedad de extensión de homotopía. 
Dado un par de espacios {\displaystyle X\supseteq Y}, por simplicidad denotaremos {\displaystyle T\mathrel {:=} (X\times \{0\})\cup (Y\times [0,1])\subseteq X\times [0,1]} . Adicionalmente sea dado un mapa {\displaystyle \pi \colon E\to B}, entonces diremos que {\displaystyle (X,Y,\pi )} tiene la propiedad de extensión de elevación de homotopía si:
- Para cualquier homotopía {\displaystyle f\colon X\times [0,1]\to B}, y
- Para cualquier levantamiento {\displaystyle {\tilde {g}}\colon T\to E} de {\displaystyle g=f|_{T}}, existe una homotopía {\displaystyle {\tilde {f}}\colon X\times [0,1]\to E} que cubre {\displaystyle f} (es decir, tal que {\displaystyle \pi {\tilde {f}}=f} ) y que extiende {\displaystyle {\tilde {g}}} (es decir, tal que {\displaystyle \left.{\tilde {f}}\right|_{T}={\tilde {g}}} ).

La propiedad de elevación de homotopía de {\displaystyle (X,\pi )} se obtendrá tomando {\displaystyle Y=\emptyset }, de forma que {\displaystyle T} en el espacio de encima sea simplemente {\displaystyle X\times \{0\}} .
La propiedad de extensión de homotopía de {\displaystyle (X,Y)} se consigue considerando {\displaystyle \pi } como un mapa constante, de tal forma que {\displaystyle \pi } resulta irrelevante en el sentido de que cada función de E es trivialmente la elevación de una función constante al punto imagen de {\displaystyle \pi } .